# Бабилон (селище, Нью-Йорк)
Бабилон (англ. Babylon) — селище (англ. village) в США, в окрузі Саффолк штату Нью-Йорк. Населення — 12 188 осіб (2020).

## Географія
Бабилон розташований за координатами 40°41′37″ пн. ш. 73°19′34″ зх. д. / 40.69361° пн. ш. 73.32611° зх. д. (40.693679, -73.326000).  За даними Бюро перепису населення США в 2010 році селище мало площу 7,22 км², з яких 6,33 км² — суходіл та 0,89 км² — водойми.

## Демографія
Згідно з переписом 2010 року, у селищі мешкало 12 166 осіб у 4585 домогосподарствах у складі 3205 родин. Густота населення становила 1685 осіб/км².  Було 4768 помешкань (660/км²).
Расовий склад населення:
| - 91,9 % — білих - 2,2 % — азіатів - 2,0 % — чорних або афроамериканців - 0,1 % — корінних американців - 1,8 % — осіб інших рас |

До двох чи більше рас належало 2,0 %. Частка іспаномовних становила 6,7 % від усіх жителів.
За віковим діапазоном населення розподілялося таким чином: 22,8 % — особи молодші 18 років, 64,4 % — особи у віці 18—64 років, 12,8 % — особи у віці 65 років та старші. Медіана віку мешканця становила 41,6 року. На 100 осіб жіночої статі у селищі припадало 94,5 чоловіків;  на 100 жінок у віці від 18 років та старших — 93,0 чоловіків також старших 18 років.
Середній дохід на одне домашнє господарство  становив 122 316 доларів США (медіана — 100 025), а середній дохід на одну сім'ю — 139 960 доларів (медіана — 118 894). Медіана доходів становила 82 607 доларів для чоловіків та 61 100 доларів для жінок. За межею бідності перебувало 4,6 % осіб, у тому числі 5,6 % дітей у віці до 18 років та 6,8 % осіб у віці 65 років та старших.
Цивільне працевлаштоване населення становило 6516 осіб. Основні галузі зайнятості: освіта, охорона здоров'я та соціальна допомога — 26,4 %, науковці, спеціалісти, менеджери — 15,5 %, фінанси, страхування та нерухомість — 9,3 %, роздрібна торгівля — 8,8 %.